# Stand Up Guys
Stand Up Guys (distribuida en español como Tipos legales o Por los viejos tiempos) es una película de 2012 de crimen y comedia dirigida por Fisher Stevens y protagonizada por Al Pacino, Christopher Walken y Alan Arkin.
La película fue nominada a un Globo de Oro a la mejor canción original por la canción "Not Running Anymore", de Jon Bon Jovi.

## Argumento
Valentine "Val" (Al Pacino) es liberado de prisión tras haber cumplido una condena de 28 años por negarse a entregar a uno de sus socios en el crimen. Su mejor amigo, Doc (Christopher Walken), lo espera a la salida, y luego ambos se reúnen con otro antiguo compañero, Hirsch (Alan Arkin), quien se encuentra en un asilo de ancianos con enfisema. Su vínculo es tan fuerte como siempre, y los tres reflexionan sobre la libertad perdida y recuperada; las lealtades y sus días de gloria pasados. Pero lo que no sabe Val es que uno de sus amigos tiene la misión de eliminarlo, y que el encargado de hacerlo será Doc.

## Reparto
- Al Pacino como Valentine "Val".
- Christopher Walken como Doc.
- Alan Arkin como Richard Hirsch.
- Julianna Margulies como Nina Hirsch, médica hija de Richard.
- Mark Margolis como Claphands, el mafioso que quiere que Doc mate a Val.
- Katheryn Winnick como Oxana.
- Vanessa Ferlito como Sylvia, la chica que aparece desnuda y atada en la cajuela del automóvil y a la que Val, Doc y Richard deciden ayudar.
- Addison Timlin como Alex, la nieta de Doc.
- Lucy Punch como Wendy, la encargada del burdel.
- Bill Burr como Larry.